# 圣日耳曼欧蒙多尔
圣日耳曼欧蒙多尔（法語：Saint-Germain-au-Mont-d'Or，法語發音：[sɛ̃ ʒɛʁmɛ̃ o mɔ̃ dɔʁ]，意为“在奥尔山的圣日耳曼”）是法国里昂大都会的一个市镇，属于里昂区。

## 地理
圣日耳曼欧蒙多尔（45°52'54"N, 4°48'7"E）面积5.43 平方千米，位于法国奥弗涅-罗讷-阿尔卑斯大区里昂大都会，后者为法国的一个特殊地位集体，自2015年脱离罗讷省成立，位于法国中东部，中心城市为里昂。
与圣日耳曼欧蒙多尔接壤的市镇（或旧市镇、城区）包括：马雪、沙斯莱、屈里斯欧蒙多尔、索恩河畔讷维尔、波莱米约欧蒙多尔、坎雪、热奈。
圣日耳曼欧蒙多尔的时区为UTC+01:00、UTC+02:00（夏令时）。

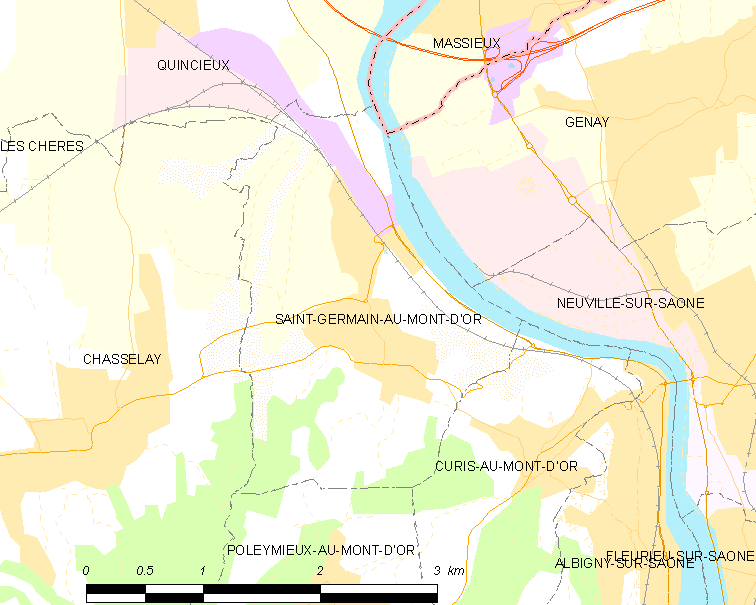
圣日耳曼欧蒙多尔的OSM定位图

## 行政
圣日耳曼欧蒙多尔的邮政编码为69650，INSEE市镇编码为69207。

## 政治
圣日耳曼欧蒙多尔的现任市长为贝亚特丽斯·德洛姆（Béatrice Delorme）女士，任期为2020-2026年。

## 人口

1962-2008年间圣日耳曼欧蒙多尔人口变化图示

圣日耳曼欧蒙多尔于2022年1月1日时的人口数量为3037人。